# Stinky Lake
Stinky Lake är en sjö i Algoma District i provinsen Ontario i den sydöstra delen av Kanada. Stinky Lake ligger 227 meter över havet. Sjön har sitt utlopp i öster. vattnet rinner vidare till Bearhead Creek.